# Tipula hybrida
Tipula hybrida är en tvåvingeart. Tipula hybrida ingår i släktet Tipula och familjen storharkrankar.

## Underarter
Arten delas in i följande underarter:
- T. h. altivolans
- T. h. hybrida